# Legendy arturiańskie
Legendy arturiańskie – zbiór opowieści związanych z legendarnym królem Arturem i rycerzami Okrągłego Stołu. Odnaleźć w nich można ślady wydarzeń historycznych i wpływy wielu kultur, szczególnie mitologii celtyckiej, wierzeń chrześcijańskich oraz średniowiecznej kultury dworskiej.
Nie istnieje jeden spójny zbiór „legend arturiańskich”; poszczególne opowieści związane z tą tematyką występują w różnych, niekiedy sprzecznych, wersjach; także różne legendy związane z tą tematyką zawierają niekiedy informacje wzajemnie się wykluczające. Najstarsze literackie zapisy legend arturiańskich pochodzą z VII wieku.
Legendy arturiańskie pozostają istotnym elementem kultury aż do dzisiaj. Do postaci i motywów legend arturiańskich chętnie sięga kultura popularna, na skutek czego cały czas powstają ich nowe wersje i interpretacje.

## Wątki legend arturiańskich
Opowieści o królu Arturze i rycerzach Okrągłego Stołu nie są spójną całością, lecz tworzą kilka częściowo niezależnych linii narracyjnych.
- Główna narracja związana jest z historią rządów króla Artura. Uther Pendragon po latach bitew jednoczy Brytanię. W związku z Igerną płodzi Artura, którego oddaje Merlinowi. Artur rośnie w ukryciu, jako przybrany syn sir Hektora. Kiedy wyciąga wetknięty w skałę magiczny miecz, zostaje uznany nowym królem Brytanii. Osiada w zamku Camelot, gdzie zbiera wokół siebie najznamienitszych rycerzy, znanych jako rycerze Okrągłego Stołu. Poślubia Ginewrę, córkę Leodegrance’a. Duża część legend arturiańskich dotyczy dworskiego życia w Camelocie i przygód poszczególnych rycerzy. Ten „złoty okres” musi jednak dobiec do końca. Ginewrę i pierwszego rycerza Okrągłego Stołu – Lancelota, łączy romans, który doprowadzi do rozbicia jedności Camelotu. W siłę rosną też przeciwnicy rządów Artura, np. Morgana Le Fay i Mordred. W wielkiej bitwie pod Camlann Mordred rani Artura. Rana okazuje się śmiertelna i Artur w towarzystwie trzech królowych odpływa do Avalonu.
- Równie ważna linia narracyjna związana jest z poszukiwaniem Graala. Kultura dworska i celtycka ustępują tu pierwszeństwa wpływom chrześcijańskim i gnostyckim. Jedynie nieliczni rycerze (Bors, Galahad, Parsifal), odpowiadający nowemu ideałowi świętego rycerza mogą wypełnić misję Graala. Wraz z wypełnieniem się misji Graala, epoka arturiańska odchodzi w przeszłość.
- Niezależne cykle tworzą również legendy związane z dziejami Merlina, Tristana i Izoldy czy sir Lamoraka.

## Pierwsze wersje legend arturiańskich
Wojciech Górczyk wymienia następujące wersje legend arturiańskich:
1. Nennius (VIII w.) – król Artur pojawia się w Historia Brittonum[2].
2. Chretien de Troyes (1135?-1183) – Érec et Énide, Cligès, Lancelot, Yvain oraz Percewal. Chretien jako pierwszy wprowadził motyw Graala do legend arturiańskich (w Percewalu).
3. Geoffrey z Monmouth (XII w.) – Prophetiae Merlini, Historia Regum Britanniae i Vita Merlini. Geoffrey z Monmouth po części bazuje na zapiskach Nenniusa.
4. Wersje kontynuatorów Chretiena de Troyes: Wauchier de Denain, Gerbert de Montreuil, Manessier[3]
5. XII wiek – rękopisy, w których można znaleźć fragmenty podań zwartych w czternastowiecznych manuskryptach: Llyfr Coch Hergest i Llyfr Gwyn Rhydderch – od XIX w. znanych jako Mabinogion.
6. Wolfram von Eschenbach (XII-XIII w.) – Parsifal. Autor korzysta z dzieł Chretiena de Troyes.
7. Robert de Boron (XIII w.) – Joseph d’Arimathie (ok. 1199-1201), Merlin, Perceval. Schrystianizował legendy arturiańskie i jako pierwszy powiązał Graala z Jezusem (miał to być kielich, z którego pił Jezus).
8. Cykl Wulgaty, czyli Post-Vulgate Merlin oraz Vulgate Mort Artu. Obejmuje dwie anonimowe opowieści o Graalu, powstałe pomiędzy rokiem 1210 a 1230.

## Późniejsze wersje i inspiracje
- Marion Zimmer Bradley, Mgły Avalonu – jedna z najpopularniejszych współczesnych wersji legend arturiańskich. Mgły Avalonu eksponują konflikt między odchodzącym w przeszłość światem celtyckiej magii a nadchodzącym chrześcijaństwem. Artur i jego towarzysze są tu wojownikami stojącymi na przełomie dwóch epok, a nie rycerzami prowadzącymi dworskie życie.
- Najsłynniejszy poemat Alfreda Tennysona Pani z Shalott (1842) opowiada historię miłości Elaine z Astolat do Lancelota.
- Bernard Cornwell, Trylogia arturiańska – eksponuje konflikt pomiędzy Celtami a saksońskimi najeźdźcami oraz konflikt starych, celtyckich wierzeń i nowych chrześcijańskich.
- Mark Twain, Yankes na dworze króla Artura(inne języki) (oryg. ang. A Connecticut Yankee in King Arthur's Court, 1889)

### Sztuki sceniczne
- Na motywach legend arturiańskich oparte są trzy dramaty muzyczne Richarda Wagnera: Lohengrin (1848), Tristan i Izolda (1859) i Parsifal (1882).

### Filmy i seriale
- Monty Python i Święty Graal – brytyjski film z 1975 roku
- Trefniś – brytyjski serial animowany (1985–1986)
- Król Artur i Rycerze Sprawiedliwości – amerykański serial animowany (1992–1993)
- Król Artur – film z 2004 roku
- Liceum Avalon – film z 2010 roku
- Przygody Merlina – serial (2008−2012)
- Camelot – amerykański serial telewizyjny z 2011 roku
- Dawno, dawno temu – serial telewizyjny od 2011 roku
- Artur i Dzieci Okrągłego Stołu – serial animowany z 2018 roku

### Sztuki piękne
- Motywy arturiańskie były popularnym tematem w malarstwie prerafaelitów.
- Aubrey Beardsley stworzył cykl drzeworytów do Le Morte d’Arthur Thomasa Malorego[4].

### Gry
- Fate/stay night - japońska powieść wizualna z 2004 roku

## Recepcja legend arturiańskich w Polsce

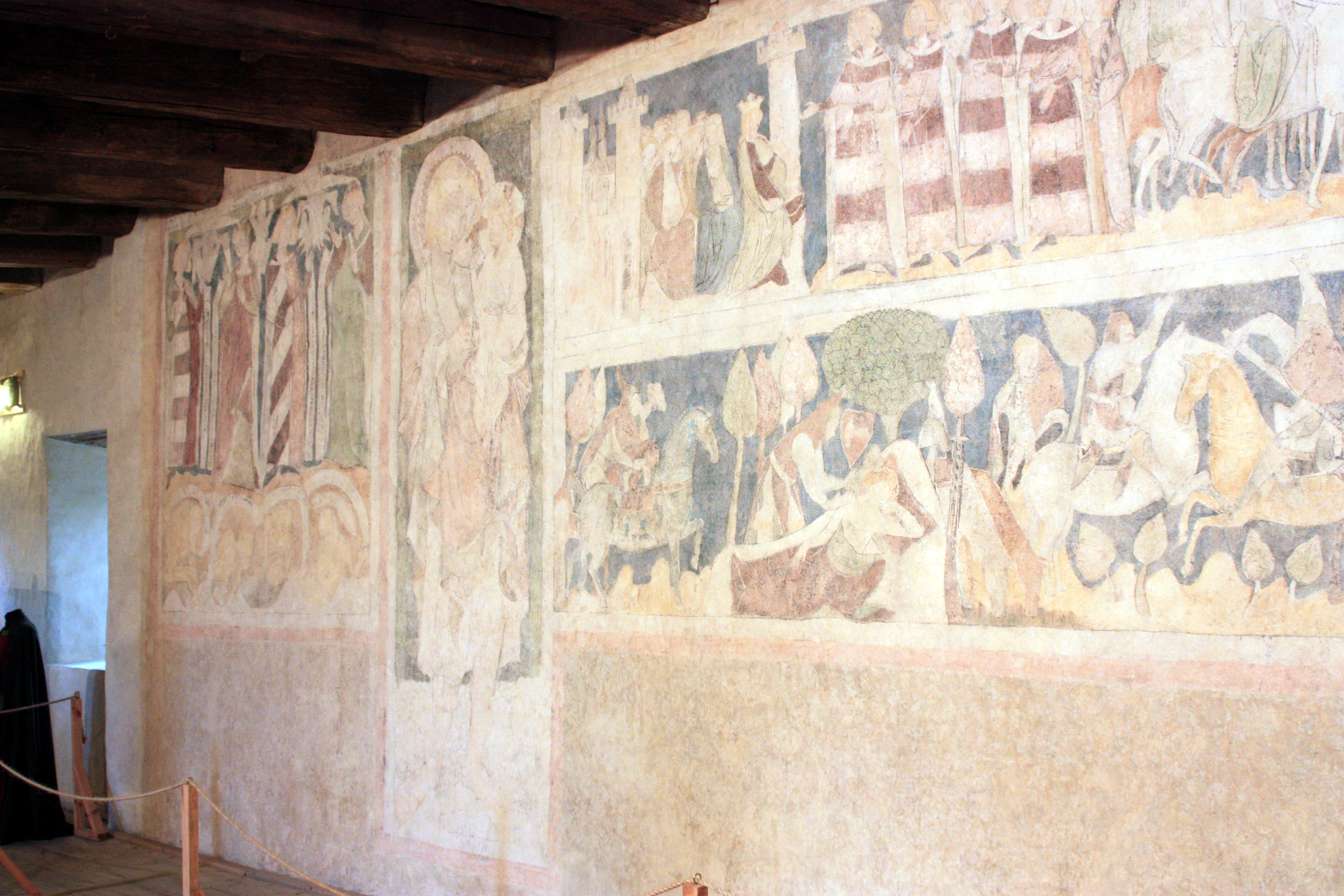
Polichromie w wieży w Siedlęcinie

Jako pierwszy recepcją legend arturiańskich w średniowiecznej Polsce zajął się prof. Jacek Wiesiołowski. Wykazał, że w Wielkopolsce motywy arturiańskie były wykorzystywane przez Piastów w sfragistyce.
Koncepcję tę rozwinął prof. Tomasz Panfil, udowadniając, że znany z monet wizerunek wiwerny, mitycznego gada typowego dla średniowiecznych bestiariuszy, ma także związek z recepcją legend arturiańskich.
Badania T. Panfila rozwijał Wojciech Górczyk, który udowodnił, że smok w herbie książąt czerskich również ma rodowód arturiański. Wskazał także na ślady recepcji omawianych legend w kronikach polskich, w Kronice polskiej Galla Anonima i Kronice wielkopolskiej.
Jacek Witkowski odnalazł ślady recepcji legend arturiańskich na średniowiecznych polichromiach w wielkiej auli Wieży książęcej w Siedlęcinie.